# Архітектурна інженерія

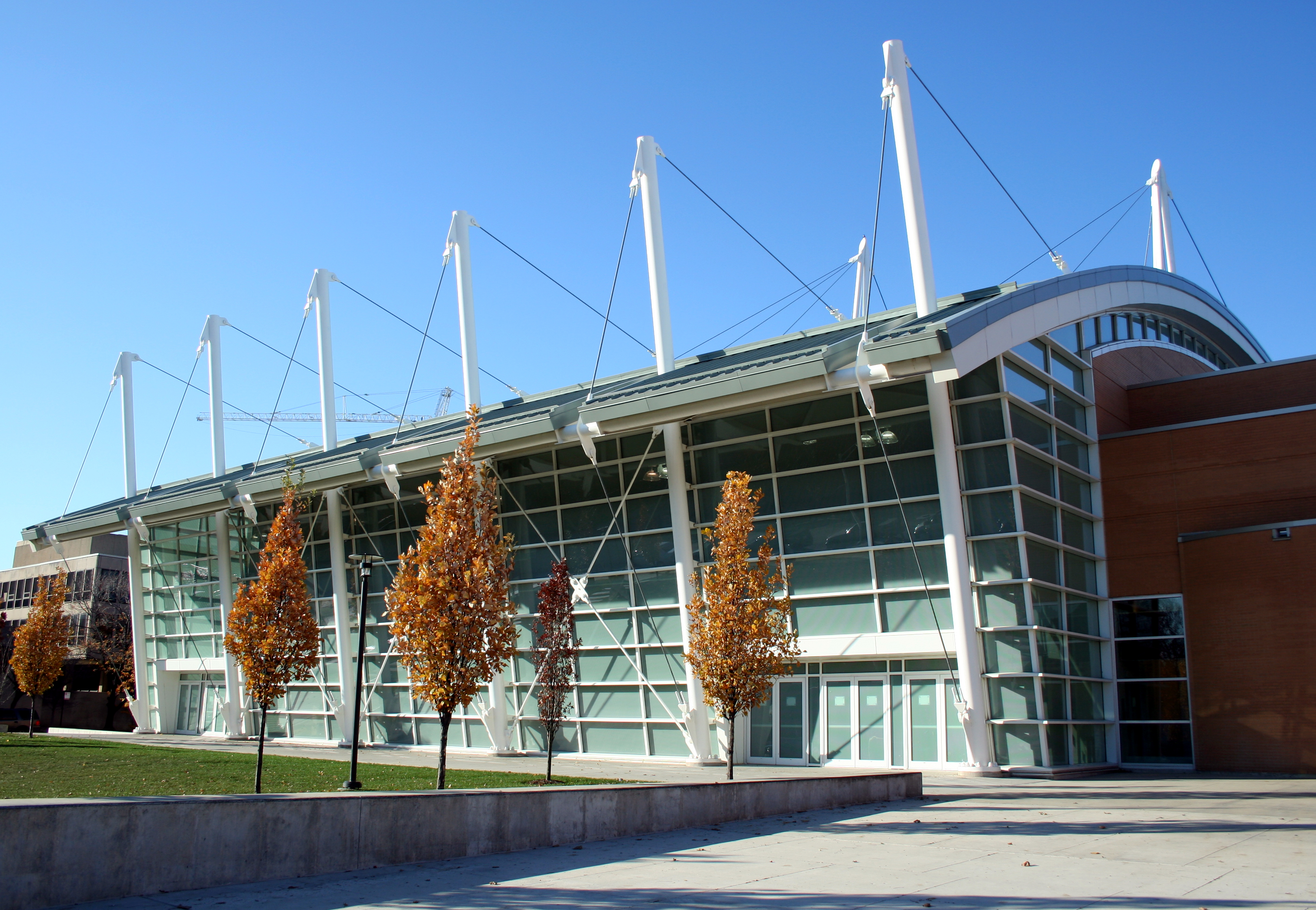
У Центр атлетики Геральда Ратнера Сезара Пеллі, тримальними пристроями є сталеві троси і щогли.

Архітектурна інженерія (англ. architectural engineering) — наукова (інженерна) дисципліна, що переймається технологічними аспектами будівель. Відповідна інженерна спеціальність називається інженер-архітектор чи інженер-будівельник.
Архітектурна інженерія переймається структурним аналізом будівлі (вже побудованої, такої що будується або проекту), разом з фундаментом. При цьому вона аналізує її конструкцію і властивості використовуваних під час будівництва матеріалів, зокрема їх поведінку за різних погодних умов. У предметну галузь архітектурної інженерії входять також система опалення, система вентиляції, система кондиціонування та інші електронні системи, наприклад, водогін та система дотримання пожежної безпеки, а також узгодження роботи всіх цих систем.
При проектуванні та зведенні будівлі, інженери-архітектори працюють у тісній взаємодії з архітекторами (зосередженими на естетиці будівлі і її функціональності), відповідають за технічний бік проекту й усувають технічні проблеми, що виникають. Також вони співпрацюють з інженерами інших спеціальностей.